# Mariana Peñalva
Mariana Peñalva (Ciudad de México, 20 de febrero de 1979) es una artista multidisciplinaria mexicana, fundadora de Magnificus Films y directora ejecutiva de la iniciativa agrobiotecnológica Fungus Sapiens.

## Biografía
Es hija de un pintor y una cantante de ópera ambos mexicanos. A temprana edad se mudó a Cuernavaca, donde estudió actuación por primera vez con Esther Orozco. 
A los 17 años inició su carrera como actriz profesional, interpretando a Andrea en la telenovela mexicana Mirada de mujer, la cual fue todo un éxito éxito en la televisión mexicana.
Posteriormente estudió actuación en el Centro de formación actoral con Héctor Mendoza y Raúl Quintanilla.
Tiene dos títulos de MBA (Artes visuales y otro en Cinematografía) ambos de universidades francesas.

## Trayectoria
Su primer acercamiento al cine fue cuando le propusieron ser la doble de cámara de Angelina Jolie en Pecado Original.
En 2000 viaja a Europa y se establece en Francia para terminar su licenciatura en Artes, en los casi 4 años que estuvo  en Europa tuvo la oportunidad de trabajar en algunas películas independientes como La joven con el arete de Perla con Scarlett Johansson.
En su regreso a México trabajó en algunos programas de televisión mexicana como La vida es una Canción, Heredera, Tormenta en el paraíso y El Pantera.
También trabajó en nueve cortometrajes, con algunos de los cuales participó en festivales internacionales de cine renombrados alrededor del mundo. Ganó un premio como Mejor Actriz por el cortometraje 1956 en el Festival de Cine Proyección Corta en 2010.
En 2007 tuvo la oportunidad de realizar su primer papel en la película mexicana Arráncame la Vida donde interpretó a Mercedes. Estuvo trabajando con el reconocido actor mexicano Daniel Giménez Cacho y la actriz Ana Claudia Talancón con quien volvió a trabajar recientemente en la serie de televisión mexicana Terminales como Vanessa.
En 2008 obtuvo su primer papel protagónico junto a Carlos Ortega y la actriz uruguaya Cecilia Cósero en la película independiente Escrito en Sangre, con el papel de Nina.
Participó como actriz de reparto en el largometraje Regreso que fue producido y dirigido por director de cine mexicano Alejandro González Padilla, donde  compartió créditos con actores reconocidos como Jaime Camil, Blanca Soto, Daniela Schmidt, Victor Huggo Martin y el actor español Javier Tolosa. Esta película participó en la Edición 2010 del Festival Internacional de Cine Latino de Nueva York y ganó el Premio a la Mejor Película Entretenida en el Festival de cine de Benéfico de Mónaco en su edición de  2010.
Se mudó a Francia y comenzó a actuar en dos cortometrajes y en el largometraje Bacchanalia, una producción británica filmada al sur del país.

### Cinematografía
- Baccanalia (2013) .... Randy
- Regresa (2010) .... Isabel
- Escrito en Sangre (2009) .... Nina
- Arráncame la vida (2008) .... Mercedes
- Chica con un Pearl Pendiente (2002) .... Chica en la iglesia
- Pecado original (2000) .... Angelina Jolie pliega

### Televisión
- Bienes Raíces (2010) Serie de televisión .... Director escolar
- Terminales (2008) Serie de televisión .... Vanessa
- El Pantera (2008) Serie de televisión .... Director de restaurante
- Tormenta en el paraíso (2008) Telenovela ....Joven Micaela
- La vida es una cancion (2004) serie de televisión .... Veronica, Julieta, Ángeles, etc.
- Heredera (2004) Telenovela .... Enfermera
- Perla (1997-1998) Telenovela .... Regina
- Mirada de mujer (1997) Telenovela .... Andrea

## Fungus sapiens
Entre sus intereses, además su carrera carrera actoral y cineasta, Mariana Peñaval también está involucrada en la ciencia y la innovación.
En noviembre de 2016 fue invitada a dar una Conferencia TEDx  para hablar sobre su iniciativa Fungus Sapiens que está relacionada con la Tecnología Disruptiva. Inspirada por la  Biomimesis, la Economía Circular y The Blue Economy,  desarrolló un ecosistema agrobiotecnológico para producir hongos y biomateriales a partir de microorganismos, que funcionan como soluciones alternativas a materiales muy contaminantes como el cuero o el poliestireno con el objetivo de combatir la pobreza y la contaminación.  
A comienzos del 2021 su proyecto fue financiado por Lauragais tras haberlo presentado en el presupuesto participativo de la región de Occitania titulado Mi solución para el Clima donde votaron a favor de su proyecto dándole la mayor cantidad pagada.